# Выборы в Белгородскую областную думу (2015)
Выборы депутатов Белгородской областной думы шестого созыва состоялись в Белгородской области 13 сентября 2015 года в единый день голосования.
Количество депутатов в думе увеличилось с 35 до 50. Выборы прошли по смешанной избирательной системе: из 50 депутатов 25 были избраны по партийным спискам (пропорциональная система), другие 25 — по одномандатным округам (мажоритарная система). Для попадания в думу по пропорциональной системе партиям необходимо было преодолеть 5%-й барьер.

## Ключевые даты
- 11 июня Белгородская областная дума назначила выборы на 13 сентября 2015 года (единый день голосования).[1]
  - 16 июня постановление о назначении выборов было опубликовано в СМИ.[1]
- 17 июня Избирательная комиссия Белгородской области утвердила календарный план мероприятий по подготовке и проведению выборов.[1]
- с 29 июня по 30 июля — период выдвижения кандидатов и списков.[1]
  - агитационный период начинается со дня выдвижения и заканчивается и прекращается за одни сутки до дня голосования.[1]
- по 3 августа — период представления документов для регистрации кандидатов и списков.[1]
- с 15 августа по 11 сентября — период агитации в СМИ.[1]
- 12 сентября — день тишины.[1]
- 13 сентября — день голосования.

## Участники

### Выборы по партийным спискам
По единому округу партии выдвигали списки кандидатов. Для регистрации выдвигаемого списка партиям требовалось собрать 0,5 % подписей от числа избирателей.
| 1 | Патриоты России                                        | Александр Запрягайло • Олег Головченко • Владимир Мироненко | 17 | 36 | зарегистрирован        |
| 2 | Коммунистическая партия Российской Федерации           | Валерий Шевляков • Станислав Панов • Анастасия Байбикова    | 25 | 75 | зарегистрирован        |
| 3 | Коммунистическая партия Коммунисты России              | Руслан Хорошилов • Наталья Волокитина • Руслан Хугаев       | 25 | 74 | зарегистрирован        |
| 4 | Единая Россия                                          | Евгений Савченко • Сергей Тетюхин • Елена Бондаренко        | 25 | 78 | зарегистрирован        |
| 5 | Гражданская Платформа                                  | Андрей Маликов • Андрей Сотников                            | 13 | 30 | зарегистрирован        |
| 6 | ЛДПР — Либерально-демократическая партия России        | Владимир Жириновский • Николай Гаврилов • Алексей Еременко  | 23 | 62 | зарегистрирован        |
| 7 | Российская партия пенсионеров за справедливость        | Владимир Абельмазов • Сергей Зиновьев • Леонид Каплий       | 17 | 38 | зарегистрирован        |
| 8 | Справедливая Россия                                    | Сергей Миронов • Юрий Селиванов                             | 24 | 69 | зарегистрирован        |
| 9 | Российская экологическая партия «Зелёные»              | Вера Порхун • Кристина Попова • Александр Павловский        | 25 | 58 | зарегистрирован        |
| — | Народ против коррупции                                 | Максим Ларин • Вадим Дешёвкин • Игорь Губченко              | 25 | 54 | отказано в регистрации |
| — | Союз Труда                                             | Анатолий Андросович • Михаил Разиньков • Татьяна Береговая  | 13 | 29 | отказано в регистрации |
| — | Рождённые в Союзе Советских Социалистических Республик | Ольга Суворова • Татьяна Юрченко                            | 14 | 31 | отказано в регистрации |
| *Региональная группа соответствует одному одномандатному округу и должна включать от 2 до 3 кандидатов. Региональных групп должно быть от 13 до 25. |                                                        |                                                             |    |    |                        |
| **Без учёта выбывших кандидатов. Общее число кандидатов должно быть не более 78 человек.                                                            |                                                        |                                                             |    |    |                        |

### Выборы по округам
По 25 одномандатным округам кандидаты выдвигались как партиями, так и путём самовыдвижения. Кандидатам требовалось собрать 3 % подписей от числа избирателей соответствующего одномандатного округа.
| Партия | Партия                                          | Кандидатов | Кандидатов       |
| Партия | Партия                                          | Выдвинуто  | Зарегистрировано |
| ------ | ----------------------------------------------- | ---------- | ---------------- |
|        | Воля                                            | 2          | 2                |
|        | Гражданская Платформа                           | 12         | 12               |
|        | Единая Россия                                   | 25         | 24               |
|        | Коммунисты России                               | 25         | 22               |
|        | Коммунистическая партия Российской Федерации    | 24         | 24               |
|        | ЛДПР                                            | 23         | 23               |
|        | Народ против коррупции                          | 5          | 0                |
|        | Российская партия пенсионеров за справедливость | 15         | 12               |
|        | Справедливая Россия                             | 6          | 5                |
|        | Самовыдвижение                                  | 42         | 13               |
| Всего  | Всего                                           | 179        | 137              |

## Результаты
| Партия                     | Партия                     | по единому округу | по единому округу | по единому округу | по одно- мандатным округам | всего         | всего |
| Партия                     | Партия                     | Голоса            | %                 | Получено мест     | Получено мест              | Получено мест | %     |
| -------------------------- | -------------------------- | ----------------- | ----------------- | ----------------- | -------------------------- | ------------- | ----- |
|                            | «Единая Россия»            | 403 992           | 62,36 %           | 18                | 24                         | 42            | 84 %  |
|                            | КПРФ                       | 84 720            | 13,08 %           | 3                 | 0                          | 3             | 6 %   |
|                            | «Справедливая Россия»      | 53 294            | 8,23 %            | 2                 | 0                          | 2             | 4 %   |
|                            | ЛДПР                       | 43 789            | 6,76 %            | 2                 | 0                          | 2             | 4 %   |
|                            |                            |                   |                   |                   |                            |               |       |
|                            | Партия пенсионеров         | 18 465            | 2,85 %            | 0                 | 0                          | 0             | 0 %   |
|                            | «Коммунисты России»        | 14 052            | 2,17 %            | 0                 | 0                          | 0             | 0 %   |
|                            | «Зелёные»                  | 6569              | 1,01 %            | 0                 |                            | 0             | 0 %   |
|                            | «Патриоты России»          | 5122              | 0,79 %            | 0                 | 0                          | 0 %           |       |
|                            | «Гражданская Платформа»    | 4655              | 0,72 %            | 0                 | 0                          | 0             | 0 %   |
|                            | «Воля»                     |                   |                   |                   | 0                          | 0             | 0 %   |
|                            | Самовыдвижение             | 1                 | 1                 | 2 %               |                            |               |       |
| Действительные бюллетени   | Действительные бюллетени   | 634 658           | 97,97 %           | —                 | —                          | —             | —     |
| Недействительные бюллетени | Недействительные бюллетени | 13 138            | 2,03 %            | —                 | —                          | —             | —     |
| Всего                      | Всего                      | 647 796           | 100 %             | 25                | 25                         | 50            | 100 % |
|                            |                            |                   |                   |                   |                            |               |       |
| Явка                       | Явка                       | 647 796           | 53,93 %           |                   |                            |               |       |
| Общее число избирателей    | Общее число избирателей    | 1 201 215         | 100 %             |                   |                            |               |       |